# Havraní potok
Havraní potok – potok, lewy dopływ rzeki Hnilec na Słowacji. Ma źródła na północno-zachodnich stokach szczytu Hýľ i Haniskova (1161 m), najwyżej położone z nich znajdują się na wysokości około 980 m. Spływa doliną, której orograficznie prawe zbocza tworzy Kráľova hora (1072 m), a lewe Viníčiar (1144 m). W dolinie tej nad Havranim potokiem znajduje się osada Havrania dolina, obecnie należącą do miejscowości Mlynky. Havraní potok uchodzi do Hnilca we wsi Mlynky na wysokości około 745 m.
Cała zlewnia Havraniego potoku znajduje się w obrębie Słowackiego Raju. Wzdłuż potoku prowadzi droga i szlak turystyczny. Droga ślepo kończy się w górnej części osady Havrania dolina, szlak biegnie dalej.
Szlak turystyczny
  Mlynky – Havrania dolina (Mlynky) – Chotárna dolka – Zadný Hyľ (skrzyżowanie ze szlakiem żółtym). Czas przejścia: 1.30 h, 1.10 h